# Hidroelektrana Orlovac
Hidroelektrana Orlovac är ett vattenkraftverk i Kroatien.   Det ligger i länet Dalmatien, i den sydöstra delen av landet, 250 km söder om huvudstaden Zagreb. Hidroelektrana Orlovac ligger 308 meter över havet.
Terrängen runt Hidroelektrana Orlovac är varierad. Runt Hidroelektrana Orlovac är det glesbefolkat, med 19 invånare per kvadratkilometer. Närmaste större samhälle är Sinj, 12,1 km väster om Hidroelektrana Orlovac. Omgivningarna runt Hidroelektrana Orlovac är en mosaik av jordbruksmark och naturlig växtlighet.